# 西班牙的瑪麗亞·皮拉
瑪麗亞·皮拉（西班牙語：María del Pilar de Borbón，1861年6月4日—1879年8月5日），西班牙女王伊莎貝拉二世的次女。

## 生平
瑪麗亞·皮拉是伊莎貝拉二世的第三個孩子，排在姐姐瑪麗亞·伊莎貝爾和哥哥阿方索之後。1868年，伊莎貝拉二世被廢黜，瑪麗亞·皮拉與家人流亡法國巴黎。
1874年底，瑪麗亞·皮拉的哥哥阿方索被西班牙政府宣布為國王。阿方索在隔年回到西班牙，而瑪麗亞·皮拉則是在1876年才隨著母親與兩個妹妹一同回國。隔年，伊莎貝拉二世因不滿兒子的婚姻選擇回到巴黎，瑪麗亞·皮拉和妹妹們則住進了馬德里王宮。
在法國流亡期間，伊莎貝拉二世曾與法國皇后歐珍妮·德·蒙提荷達成協議，讓瑪麗亞·皮拉與法國皇太子路易-拿破崙結婚。法蘭西第二帝國滅亡後，法國皇室流亡英國，皇太子本人亦加入了英國軍隊。然而，路易-拿破崙於1879年在祖魯戰爭中陣亡。傳說在路易-拿破崙去世當天，一朵紫羅蘭印花從瑪麗亞·皮拉的書中掉落，斷了莖。幾星期後，瑪麗亞·皮拉得知了他的死訊，最終因心碎過度而去世。
她的妹妹瑪麗亞·德拉帕茲日後將自己的女兒命名為皮拉，以紀念早逝的姐姐。